# Shadwell (Yorkshire de l'Ouest)
Pour les articles homonymes, voir Shadwell.
Shadwell est un village du Yorkshire de l'Ouest, en Angleterre. Il est situé à près de Leeds.
Il y a une bibliothèque, une école, magasins et deux pubs.

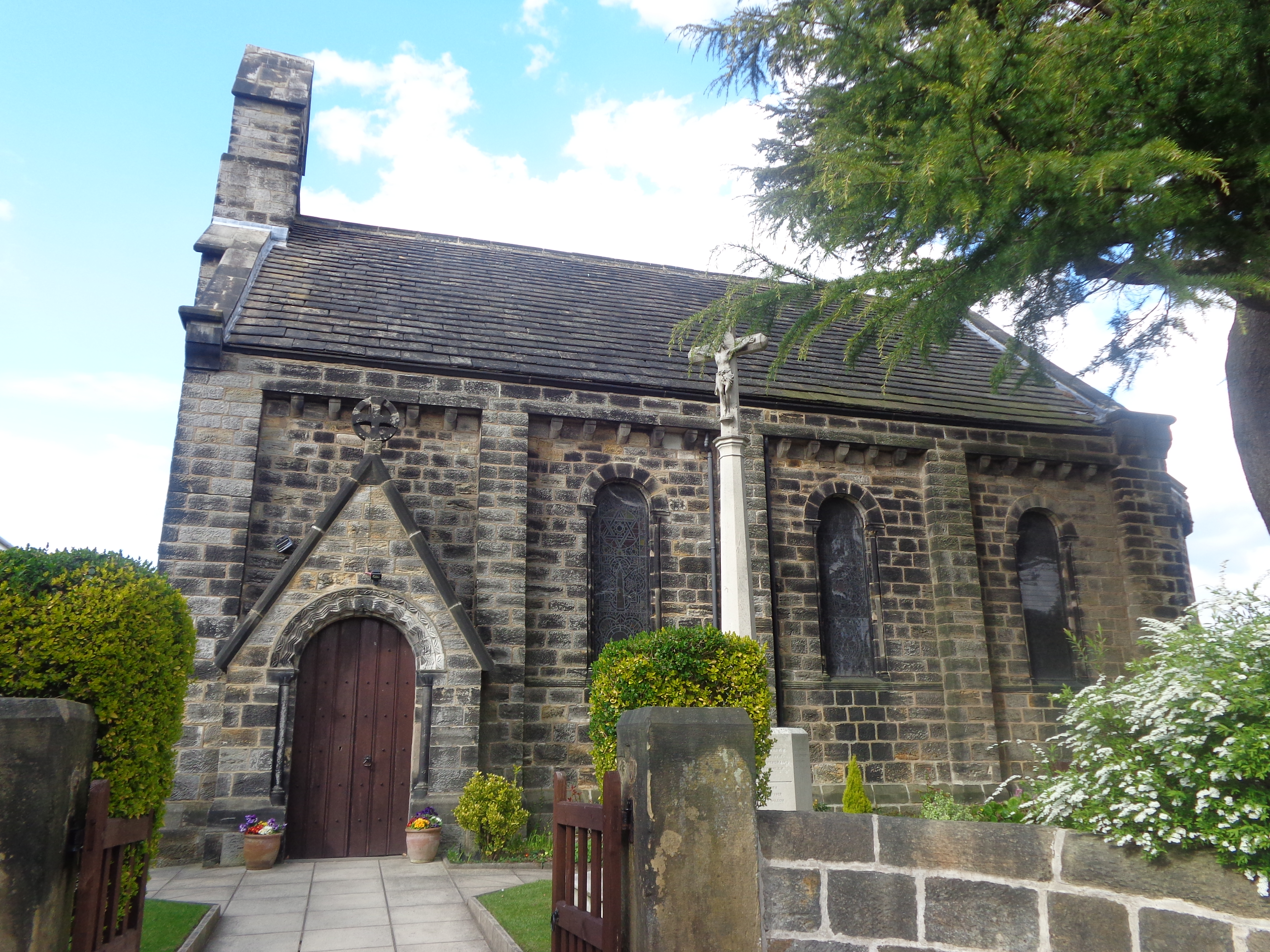
Église Saint-Paul
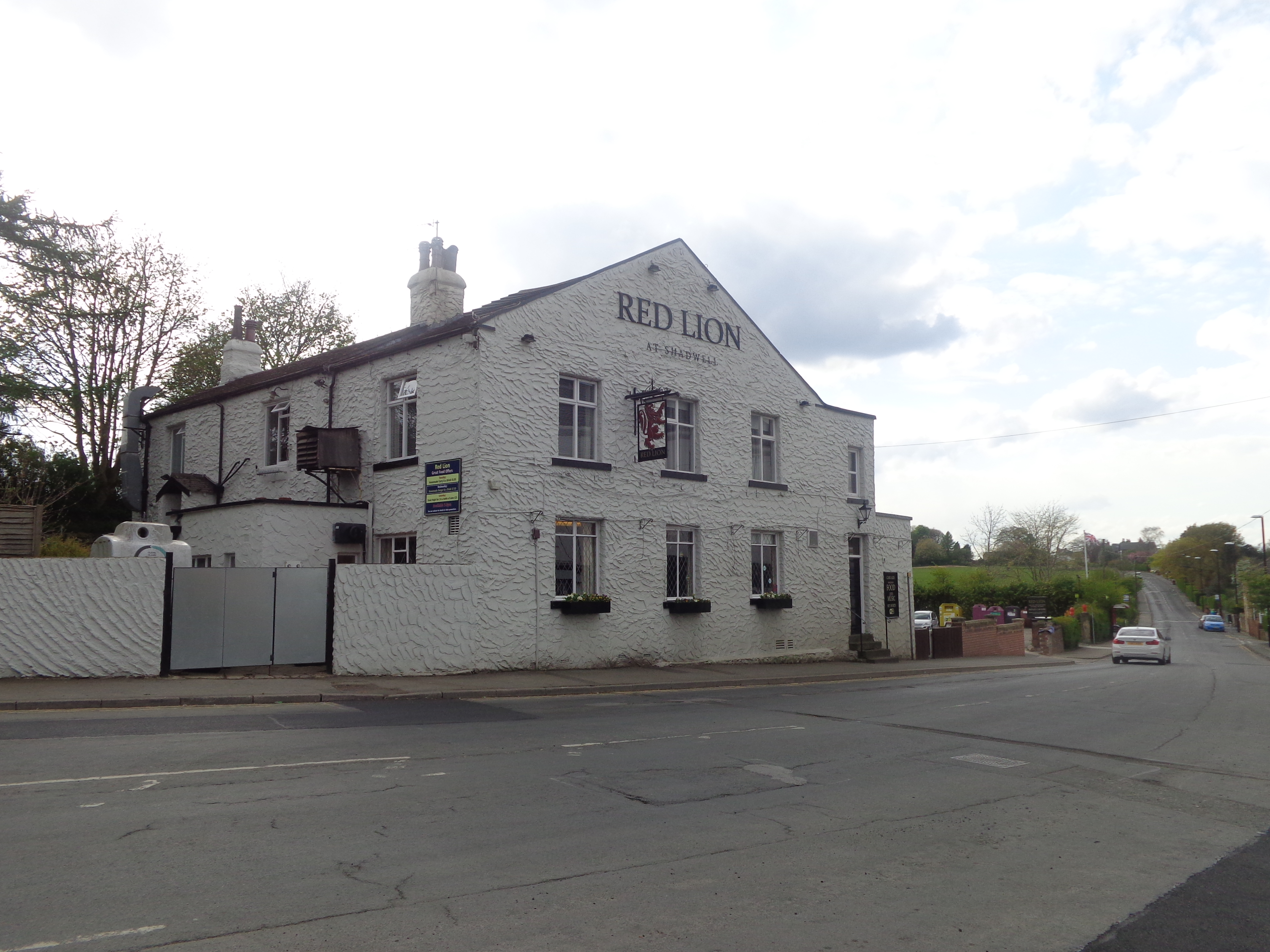
Red Lion
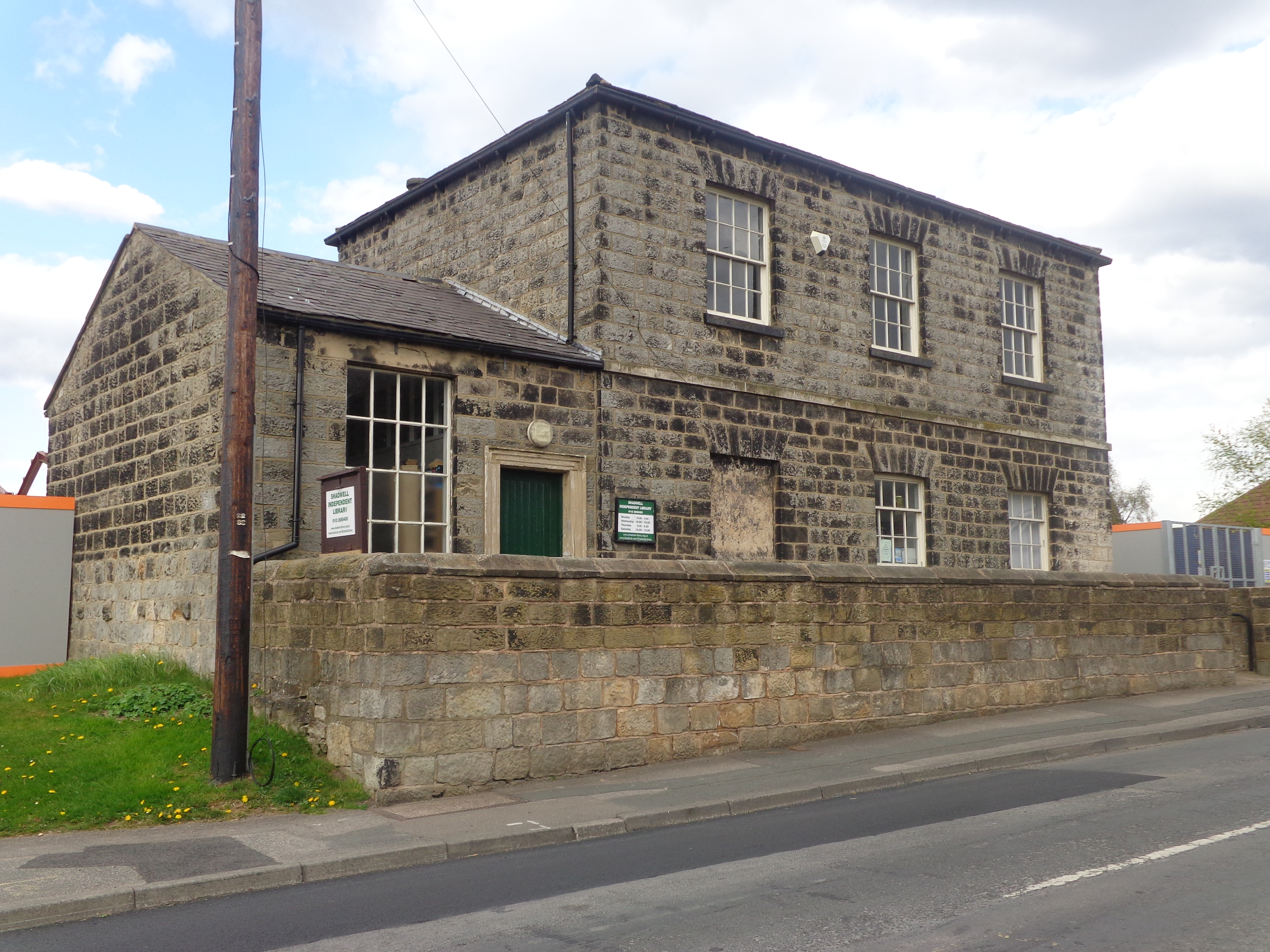
Bibliothèque
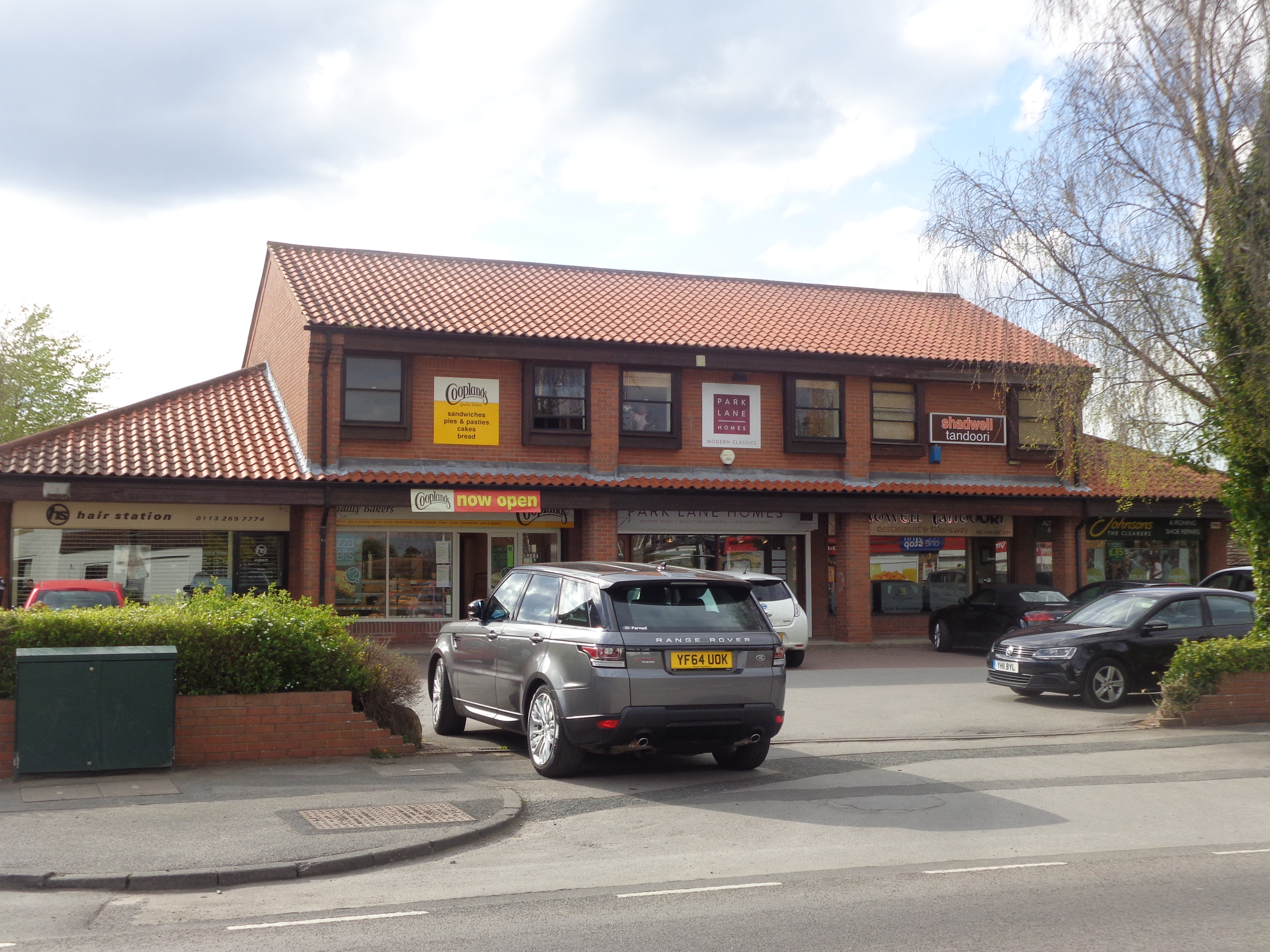
Magasins à Slaid Hill dans le ouest de Shadwell